# Курай
Кура́й (чибызга́, баш. ҡурай, тат. курай, сыбызгы) — башкирская и татарская продольная открытая флейта длиной 57—81 см, встречается в том числе и у сибирских татар, реже у барабинских.
У башкир курай является наиболее распространённым музыкальным инструментом, используемым в основном мужчинами для сольной игры на открытом воздухе.
У татар кураем также называются различные виды продольных свистковых флейт и язычковые духовые инструменты.

## Этимология
Этимология названия не выяснена. Возможно, это слово иранского происхождения, изменившееся в процессе тюркизации и кыпчакизации, либо оно имеет древнетюркское происхождение. Высказываются предположения, что слово курай образовано слиянием слова кура (стебель крупных зонтичных растений) и най (флейта). По одной из версий курай происходит от древнетюркского qağuray, корень «qaq» соответствует значению «сухой», «высушенный». В алтайском языке каурай означает «сухой камыш», в монгольском языке хуурай — «сухой», в древнем монгольском языке кагурай — «сухой стебель», в сибирскотатарском языке курау — «высушивать», в марийском языке каура — «сухой», «ломкий», в венгерском языке koro — «сухой стебель».
В мировой музыкальной культуре первоначальным названием флейт, как и вообще духовых инструментов, служило название материала, из которого они изготовлялись. Шумерская флейта ги-гид содержит название тростника, камыша ги, иранский най значит «тростник». Названия башкирской и абхазской продольных флейт — курай и ачарпан — обозначают растения, из которых эти инструменты сделаны.

## История
Инструменты типа открытой продольной флейты присущи многим культурам мира. Материалы археологических раскопок и письменные источники подтверждают древность музыкальных инструментов как этого типа, так и других — свистковых флейт, многоствольных флейт и пр. Относится это в полной мере и к Волго-Уральскому региону, где фиксируются находки музыкальных инструментов, относящихся кo II веку до н. э. Так, например, открытая продольная флейта без отверстий была обнаружена при раскопках Такталачукского археологического комплекса (Татарстан). В кургане 3 Бишунгаровского могильника (Бишунгаровские курганы, Башкортостан) обнаружена костяная флейта с прямоугольным стволом и прямоугольным каналом для потока воздуха и извлечения звука с одиннадцатью отверстиями, датируемая IV—II вв. до н. э. Археологические находки деревянных духовых инструментов в силу природы материала единичны. Имеющиеся в настоящее время сведения не позволяют установить место возникновения курая. Нельзя полностью исключать версию о параллельном развитии аэрофонов в различных регионах. Однако есть основания рассматривать и некоторые теории о его происхождении — южносибирско-алтайскую (тюркскую) и среднеазиатскую (иранскую). Южносибирско-алтайская теория связывает происхождение курая с культурой древних кочевников-скотоводов Южной Сибири и Алтая, которые в ходе Великого переселения народов переместились на запад. Среднеазиатская теория апеллирует к культурному влиянию тюркских народов Средней Азии, у которых имеются аналогичные кураю аэрофоны — каргы-тюйдюк, сыбызгы, чоор.
В целом уже к X веку на территории Волго-Уральского региона были представлены самые разные типы аэрофонов. Увеличивается их разнообразие, конструкция совершенствуется. Продолжается использование подобных музыкальных инструментов и в Волжской Булгарии
Первые письменные упоминания о курае появились в XIII—XIV вв.
Тема происхождения и использования курая нашла своё отражение и в фольклоре, записанном в XIX — начале XX веков. Это, например, башкирский эпос «Акбузат», «Кара-юрга», «Заятуляк и Хыухылу» и множество башкирских народных легенд и сказок. Так, в легенде «Курай» юноша пошёл навстречу услышанной мелодии и увидел, как тростниковое растение издаёт на ветру нежный мелодичный звук. Юноша срезал тростник, приложил его к губам и заиграл.

### Этнографические и музыковедческие исследования

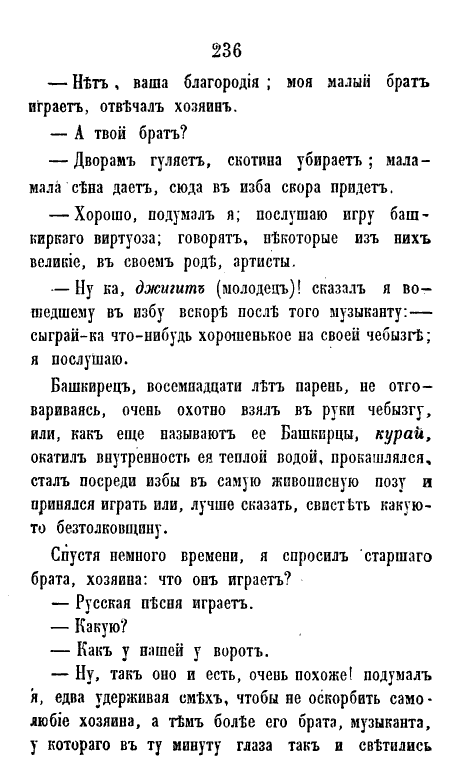
Железнов И. И. «Уральцы. Очерки быта уральских казаков», Том I, 1858

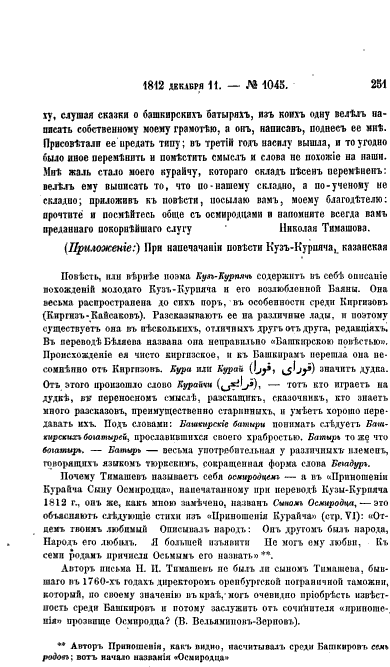
Сочинения Державина с объяснительными примечаниями Я. Грота. Т. 6. СПб., 1871

Первые историко-этнографические работы, в которых даётся описание курая, появились в XVIII веке. Об этом инструменте у башкир и татар упоминает в своей книге «Путешествие по разным провинциям Российской империи», написанной по результатам Академических экспедиций, П. С. Паллас.
О курае у башкир пишут также другие участники Академических экспедиций — И. И. Лепёхин и И. И. Георги.
В конце XIX века возрастает интерес к музыкальному искусству различных народов, населяющих Российскую империю, в том числе и народов Поволжья и Урала.

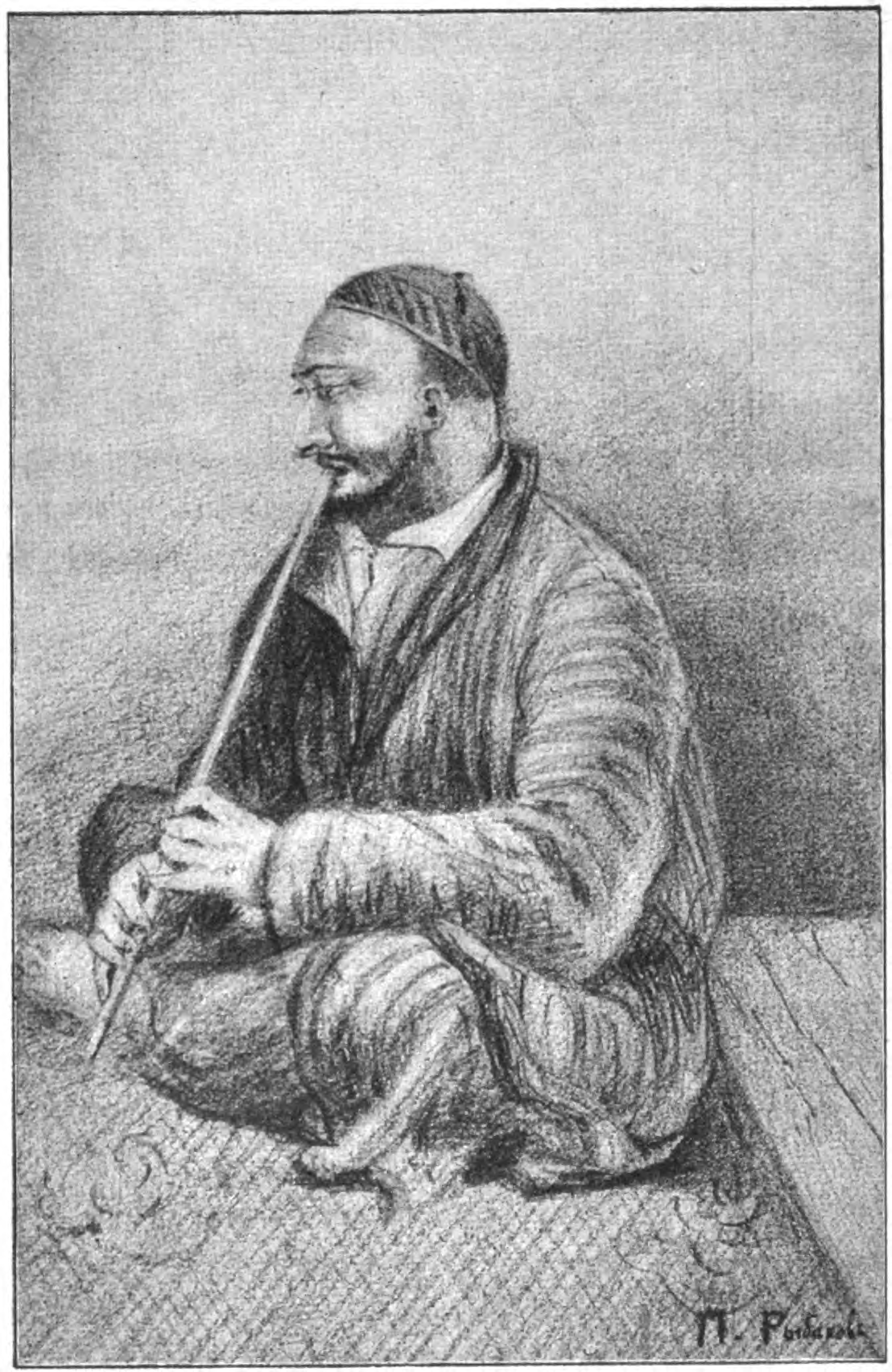
Курайсы — башкир-игрок на курае. Иллюстрация из книги С. Г. Рыбакова «Музыка и песни уральских мусульман с очерком их быта» (1897)

Важной вехой в изучении курая стали работы С. Г. Рыбакова, который проводил исследования по маршруту Белебей-Уфа-Златоуст и Верхнеуральском уезде Оренбургской губернии — очерк «Курай, башкирский музыкальный инструмент», опубликованный в 1896 году в «Русской музыкальной газете», и более объёмистый труд «Музыка и песни уральских мусульман с очерком их быта», вышедший из печати в 1897 году. В них было представлено первое подробное описание этого музыкального инструмента.
В то же время, в этот период исследователи в своих наблюдениях практически не уделяют внимания татарской инструментальной музыке. Это связано с тем, что татарское старотрадиционное искусство в конце XIX века переживало упадок, вызванный разрушением традиций сельской общины и переходом к европейской культуре. В этих условиях инструментальные традиции сохранились в периферийных районах проживания татар и для их изучения требовались определённые усилия исследователей.
С начала 30-х годов XX века интенсифицируются работы по сбору и изучению народного музыкального фольклора, активизируется работа фольклорных экспедиций.
В 1931 году в ходе фольклорной экспедиции С. Х. Габяши были собраны сведения о татарских кураях. В отчёте об экспедиции даны описания трёх типов кураев, собраны сведения о традициях игры на курае и приведены нотные записи репертуара кураистов юго-восточных районов Татарии.
Значительный вклад в изучение башкирской народной музыки, в том числе и исполняемой на курае, внесли фольклорные экспедиции по Башкирской АССР и соседним областям образованного в 1932 году Башкирского научно-исследовательского института национальной культуры. Среди сотрудников института — Г. С. Альмухаметов, И. В. Салтыков, А. С. Ключарёв, С. Х. Габяши.
Весомый вклад в изучение исполнительского искусства на курае внёс научный сотрудник Института этнографии АН СССР Л. Н. Лебединский. В 1937 году в Башкирской АССР им были осуществлены фонозаписи кураистов. В 1939 году он становится консультантом по делам искусств при СНК БАССР и возглавляет комплексную экспедицию по изучению быта, этнографии и фольклора башкир юго-восточных районов Башкирской АССР. Позднее результаты исследований будут обобщены им в фундаментальной работе «Башкирские народные песни и наигрыши» (1962). В этой работе он даёт описание курая и инструментальных наигрышей на нём.
С начала 1930-х годов проблемой происхождения и реконструкции курая начинает заниматься музыковед В. М. Беляев. Для выяснения происхождения он предполагает использовать теорию линейных обмеров. Обмеры кураев по системе Беляева были продолжены в 1942 году находящимся в эвакуации в Уфе М. Я. Береговским, который подверг исследованию 8 кураев из различных коллекций, установив, что они имеют естественные размеры, указывающие на древность происхождения инструмента.
Во второй половине 40-х годов XX века обнародует свои материалы любитель-фольклорист И. Мусин, собравший за несколько десятилетий уникальную коллекцию кураев. Однако его попытки привлечь внимание органов власти к необходимости возрождения курайного искусства татар не принесли результатов.
Фольклорные экспедиции уже с конца 30-х годов показывали, что народное инструментальное искусство приходит в упадок.
В 70-80-е годы XX века искусствовед Р. Ф. Зелинский продолжает исследования курая в Башкирии, а искусствовед Р. Ф. Халитов в Татарии. Искусствовед М. Н. Нигметзянов публикует описание кураев из коллекции И. Мусина.
В постсоветский период исследования игры на курае были продолжены в работах искусствоведов Башкортостана. Рассматривались особенности двухголосного гортанного пения, сопровождаемого игру на курае (искусствовед Х. С. Ихтисамов), проблемы выделения и изучения стилей, исполнительских школ кураистов (искусстовед Ф. Х. Камаев), процессы влияния народной музыки, включая курай, на композиторское творчество и формирование академической музыки в Башкортостане (искусствовед Е. Р. Скурко). Проводились исследования, посвящённые исполнительскому репертуару, стилям игры кураистов, музыкальным жанрам инструментальных мелодий и их музыковедческому анализу (Р. Ф. Зелинский).

## Изготовление

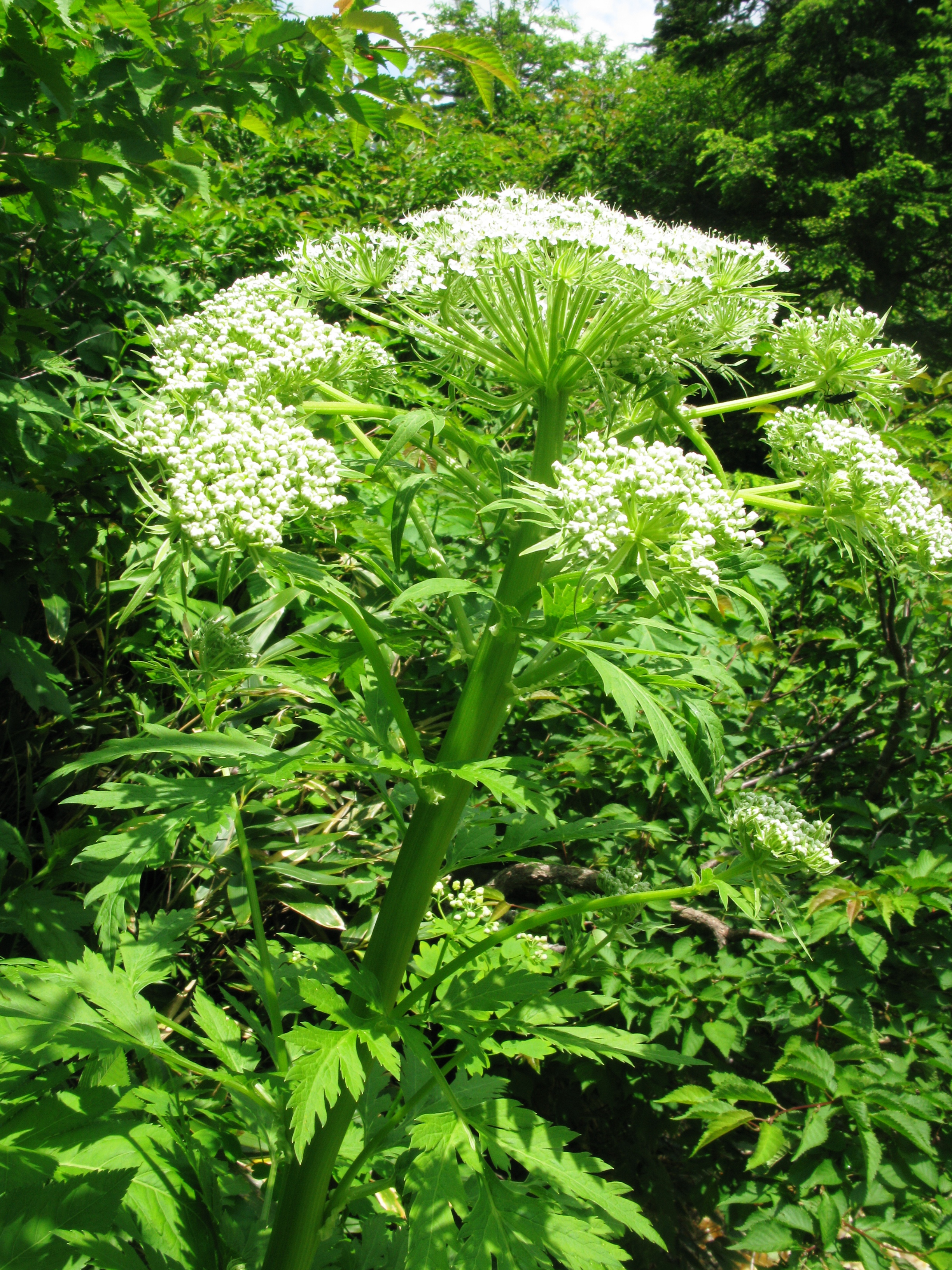
Реброплодник уральский — традиционный материал для изготовления курая

Классический курай изготавливается из прямого, высушенного полого стебля Реброплодника уральского (род растений из семейства зонтичных).  Существуют и другие зонтичные, пригодные для изготовления курая, — Дудник лесной и Дягиль лекарственный. Однако именно реброплодник считается лучшим материалом.
Процесс изготовления включает четыре этапа:
1. Подбирается подходящее растение, имеющее гладкий, чистый внутри стебель, без внешних дефектов. Предпочтение отдаётся тонкостенным стеблям, имеющим коническую форму.
2. Растение срезают и сушат. Обычно это происходит в июле—августе, когда растение уже отцвело и начинает высыхать. Растение срезается под корень и сушится в сухом, тёмном месте. Иногда процесс сушки осуществляется и на природе. Для этого либо срезают верхушку растения, не трогая сам стебель, либо забирают растение, когда оно уже высохло целиком.
3. Осуществляется выбор длины заготовки для изготовления курая.
4. Производится вырезание игровых отверстий и осуществляется доработка курая.

Необходимость массового производства инструментов побудила мастера В. Ш. Шугаюпова к созданию в 1976 году курая из строганого шпона, а через три года на способ было получено авторское свидетельство. Для изготовления курая используется тонкий, узкий лист шпона бука, граба или берёзы, не имеющий дефектов, толщиной 0,5—0,7 мм. На лист шпона по специально разработанным лекалам наносится разметка и вырезается заготовка. Получившуюся заготовку опускают в горячую воду, где она начинает размякать и скручиваться в спираль. Затем получившуюся заготовку недолго просушивают и, используя для придания нужной формы конусообразный металлический прут, склеивают. Далее заготовку просушивают несколько дней. После того как клей просохнет, приступают к нанесению игровых отверстий, которые проделывают с помощью электрического выжигательного прибора, дорабатывают верхнее входное и нижнее отверстие и обрабатывают заготовку абразивной шкуркой. Получившееся изделие покрывают лаком и сушат. После этого инструмент готов к использованию.

## Описание
Классический курай — открытая продольная флейта. Длина обычно составляет около 570—810 мм — в основе лежат естественные меры длины, 8—10 ладоней или больше, ширина каждой ладони при обхвате равна 4 пальцам. Диаметр инструмента составляет обычно около 20 мм. В курае 5 отверстий диаметром 5-15 мм. 4 отверстия находятся на лицевой, 1 — на тыльной стороне. Первое отверстие на лицевой стороне находится на расстоянии 4—5 пальцев от нижнего края. Остальные три отверстия располагаются последовательно выше первого через 2—2,5 пальца. Пятое отверстие находится выше четвёртого с другой стороны.
На несколько иное расположение отверстий классического курая указывает С. Г. Рыбаков. Согласно его описанию, первое отверстие находится на расстоянии 3 пальцев от нижнего края, второе отстоит от первого на 2,5 пальца, третье от второго на 2 пальца, четвёртое от третьего на 1,5 пальца. Пятое отверстие вырезается с другой стороны выше четвёртого.
Иногда в педагогических целях на инструменте отверстия сразу не прорезываются и на первом этапе ученик овладевает только звукоизвлечением. По мере овладения инструмента вырезают сначала первое и третье отверстие, затем второе и четвёртое, а затем уже последнее, пятое.

## Разновидности
- Ишкурай — хроматический курай, изобретённый И.К Ильбаковым, на который он в 1990-е годы получил авторское свидетельство[18][19].
- Кыйык-курай — с косым срезом[5].
- Сор-курай — короткий курай, используемый в основном женщинами[5].
- Сыбызгы[5].
- Копшэ курай — татарская открытая продольная флейта. В отличие от классического курая, имеет только два отверстия. Первое отверстие на лицевой стороне находится на расстоянии 6 пальцев от нижнего края. Второе — на 5 пальцев выше. В современном Татарстане встречается редко[15].

## Звукоряд
| состояние отверстий                                     | тон  |
| ------------------------------------------------------- | ---- |
| все отверстия открыты                                   | ля   |
| все отверстия закрыты                                   | до   |
| открыто только 1-е отверстие                            | ре   |
| открыто 2-е отверстие или 1-е и 2-е отверстия           | ми   |
| открыто 3-е отверстие или 1-е, 2-е и 3-е отверстия      | фа   |
| открыто 4-е отверстие или 1-е, 2-е, 3-е и 4-е отверстия | соль |
| открыто 5-е отверстие или все отверстия                 | ля   |

Неполный диатонический (олиготонный) звукоряд курая соответствует натуральному гексахорду:

В трудах музыковедов-этнографов натуральный гексахорд (курая) интерпретируется как сцепление двух (от разных тонов) пентатоник.
Диапазон курая — около трёх октав. Звучание поэтичное и возвышенное. Тембр мягкий, зависит от материала изготовления, толщины стенок и длины инструмента. При игре кураистом может использоваться голосовое сопровождение в виде жужжащего бурдонного звука. Русский этнограф С. Г. Рыбаков писал: «Звуки этого инструмента — тихие, меланхолические и задушевные — достаточно хорошо воспроизводят мечтательность башкирских мелодий».

## Техника игры

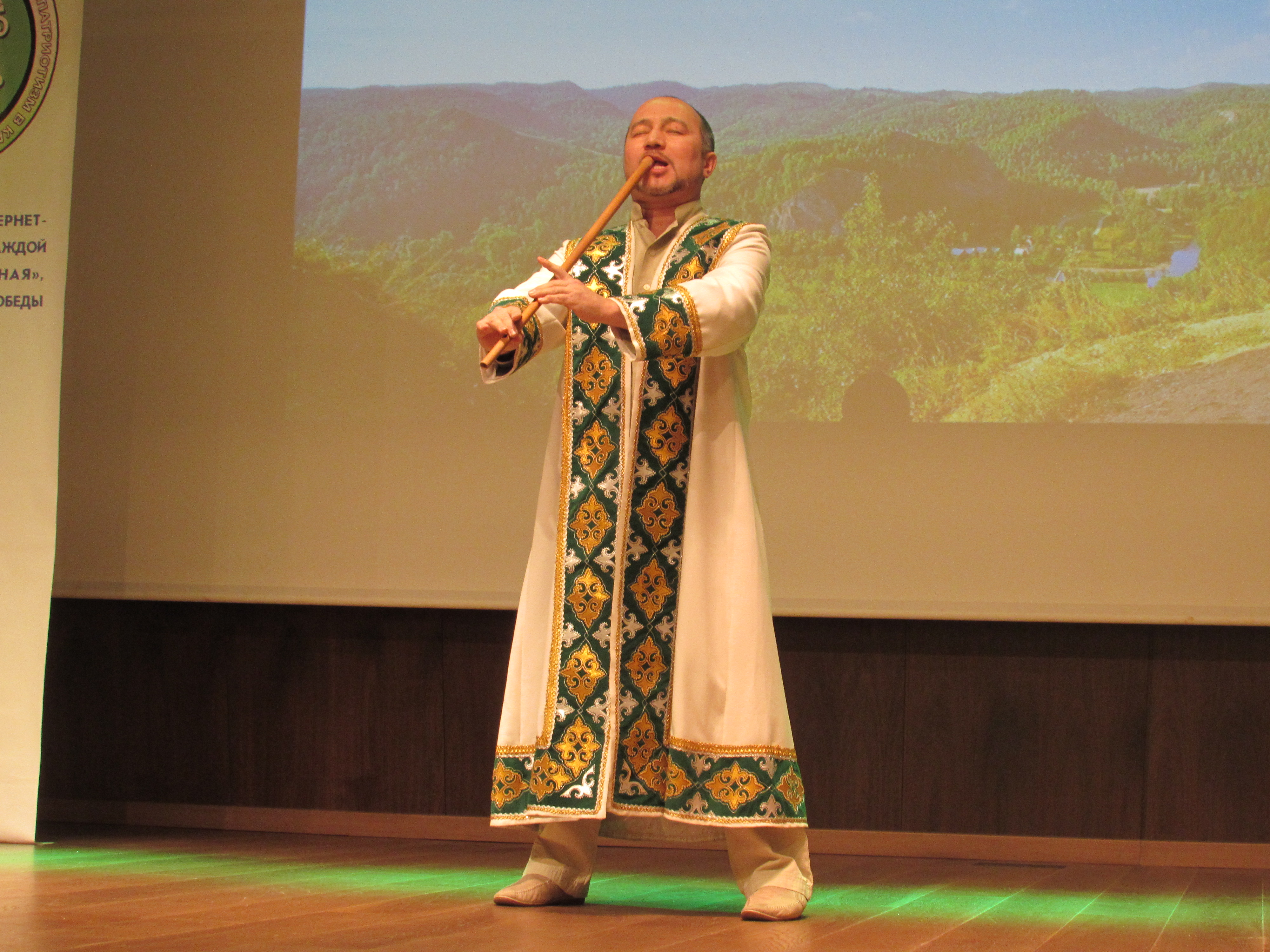
Выступление кураиста Роберта Юлдашева в Уфе

На одном курае можно играть в нескольких тональностях. Например, для курая строя А доступны тональности А-dur, D-dur, Cis, h-moll, e-moll, fis-moll. Изготавливаются инструменты шести строев, конструкционно различающиеся размером изделия; преимущественно используются три из них:
- c1 (редко выше) — так называемый короткий курай
- h
- b
- a — средний курай
- as
- g — длинный курай.

Благодаря шести размерам курая, исполнители могут использовать все тональности квинтового круга, кроме тональностей от fis.
Виртуозы-кураисты помимо традиционных приёмов игры на инструменте прибегают к технике исполнения, получившей название узляу или тамак-курай (горловое пение). Эта техника распространена не только у башкир, но и у тувинцев, алтайцев. Узляу — это разновидность двухголосного пения — игры, при котором на курае звучит наигрыш и одновременно поётся бурдонный квинтовый бас, с использованием грудного, носового, небного, лобного резонаторов. Узляу был распространён в шаманской практике.
Курай применяется в качестве сольного и ансамблевого инструмента, сопровождающего пение вокалистов. На курае играют как протяжные лирические песни узун-кюй, так и плясовые, короткие кыска-кюй.

## Кураисты
А. М. Аиткулов, Г. Б. Аргынбаев (Габит-сэсэн), Х. Б. Ахметов, Х. Ш. Ахметшин, М. М. Балапанов (Ишмухамет-сэсэн), Р. Г. Буляканов, Ю. И. Гайнетдинов, Р. М. Гайзуллин, И. И. Дильмухаметов, И. Ш. Дильмухаметов, С. И. Дильмухаметов, К. М. Дияров, И. К. Ильбаков, А. Д. Искужин, Ю. М. Исянбаев, Р. Р. Карабулатов, Р. Р. Рахимов, М. А. Рахматуллин, Г. З. Сулейманов, М. У. Тулебаев, Г. Г. Ушанов, Р. Н. Юлдашев, М. Б. Ямалетдинов.
Музыканты других направлений, использующие курай
«Виртуозы Москвы», Владимира Теодоровича Спивакова, Гарик Сукачев совместно с Пелагеей и Чайфом, Николай Носков, Марат Файзуллин (Taturas), ДДТ (в альбоме Метель августа и др.)

## Развитие курая в Башкортостане
В 1998 в Уфе был создан Союз кураистов Республики Башкортостан. В 2003 году его деятельность была прекращена и вновь возобновилась в 2007 году. Деятельность Союза кураистов Республики Башкортостан направлена на возрождение и развитие культурного и духовного наследия башкирского народа, исполнительского мастерства игры на курае и других традиционных башкирских музыкальных инструментах, поддержку различных направлений и школ исполнительских традиций. Также с 1991 года в Республике Башкортостан существует Республиканское детское общество «Курай». Его деятельность направлена на обучение школьников игре на курае, воспитание детей на традициях искусства курая, ведение пропаганды и работы по восстановлению и развитию традиционного искусства курая.
Стилизованный цветок курая изображён на флаге и гербе Башкортостана.
В 2018 году курай был зарегистрирован в качестве регионального бренда Республики Башкортостан.
Конкурсы
- Республиканский конкурс кураистов на приз имени Юмабая Исянбаева (Республика Башкортостан, учреждён в 1978 году)
- Республиканский конкурс кураистов имени Ишмуллы Дильмухаметова (Республика Башкортостан)
- Открытый городской конкурс кураистов имени Адигама Искужина (Республика Башкортостан, Уфа, 2008, 2009, 2011, 2014).
- Региональный конкурс молодых исполнителей на народных инструментах им. С. Сайдашева (Республика Татарстан, Казань)
- Республиканский конкурс профессиональных кураистов на приз имени Гаты Сулейманова (Республика Башкортостан, Уфа, 1997, 2012)
- Республиканский праздник курая (Республиканский конкурс кураистов «Байга») (Республика Башкортостан, Октябрьский).
- Республиканский конкурс исполнителей на курае, сорнае и кубызе им. Исмагила Мусина (Республика Татарстан)
- Зональный конкурс кураистов на приз имени В. Шугаюпова (Республика Башкортостан, Салаватский район, с. Малояз, 2011)

Памятники
- В 1974 году в Уфе был открыт фонтан «Весенняя песнь». Памятник представляет собой обнажённого мальчика с кураем. Автор памятника Маргарита Александровна Соловьева-Ефимова, архитектор Татьяна Милорадович[27].
- В 2001 году в Баймакском районе Республики Башкортостан на горе Тугажман установлен памятник кураю.

## Татарские свистковые и язычковые кураи
Агач курай (деревянный) — свистковая продольная флейта. Изготавливается из ветвей орешника, клёна, калины. Длина инструмента 250—300 мм. Число игровых отверстий — от четырёх до шести.
Җиз курай (медный) — щелевая свистковая флейта. Изготавливается из латунной трубочки диаметром 20-23 мм. Длина инструмента 260—265 мм. Имеет семь игровых отверстий. Иногда вместо латуни используют другие металлы — серебро, алюминий.

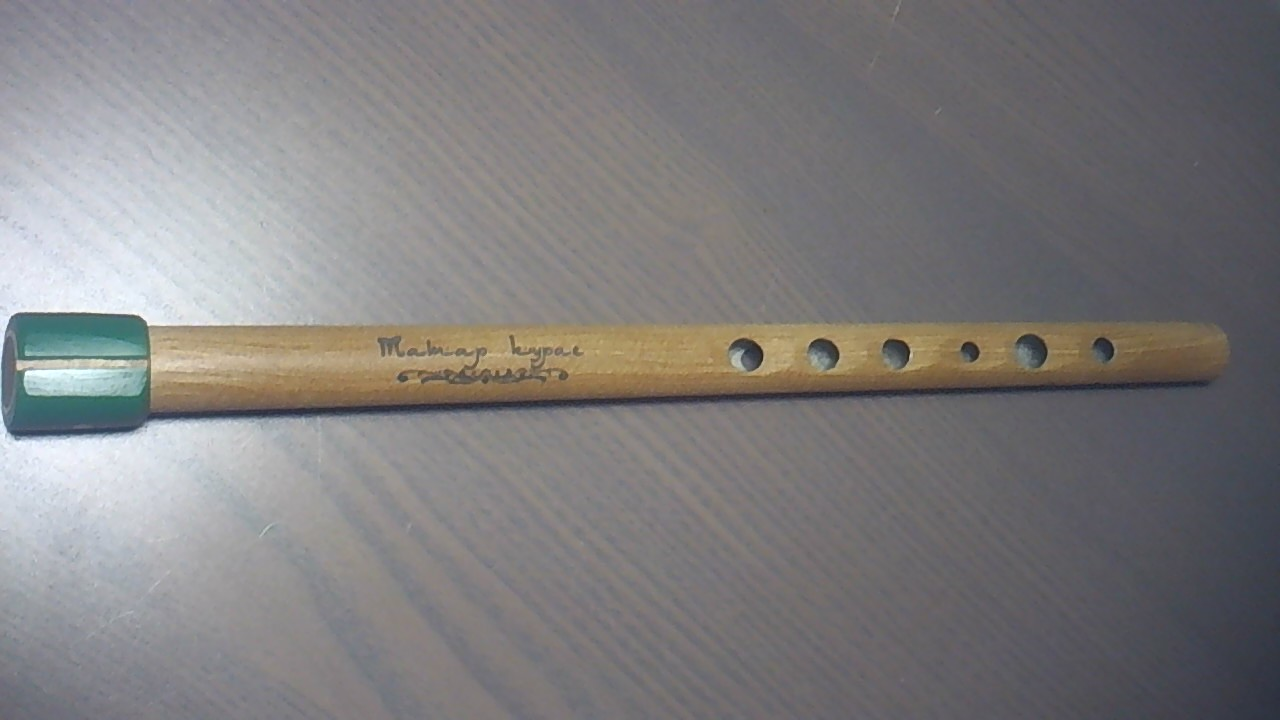
Казан курай

Казан курае (казанский) — свистковая продольная флейта. Изготавливается из конусообразных металлических трубок. Длина инструмента — 580—800 мм. Диаметр у верха инструмента — 20—30 мм, у основания — 10—15 мм. Число игровых отверстий — два, пять, шесть, семь.
Нугай курае (ногайский) — свистковая продольная флейта. Длина инструмента 690—775 мм. Число игровых отверстий — два. Первое отверстие на лицевой стороне находится на расстоянии 5 пальцев от нижнего края. Второе — на 4 пальца выше кромки первого отверстия. Считается женским музыкальным инструментом.
Камыл курай (курай из соломки) — язычковый курай. Для изготовления использовались стебли соломы злаков. Материал предопределял размеры инструмента. Длина инструмента составляла 120—180 мм. Диаметр — 3—3,5 мм. Язычок-пищик имел длину 20—25 мм, ширину 2,5—3 мм. Его вырезали на расстоянии 8—10 мм от закрытой части стебля. Также делалось несколько игровых отверстий.